# Graafschap Lichtenberg

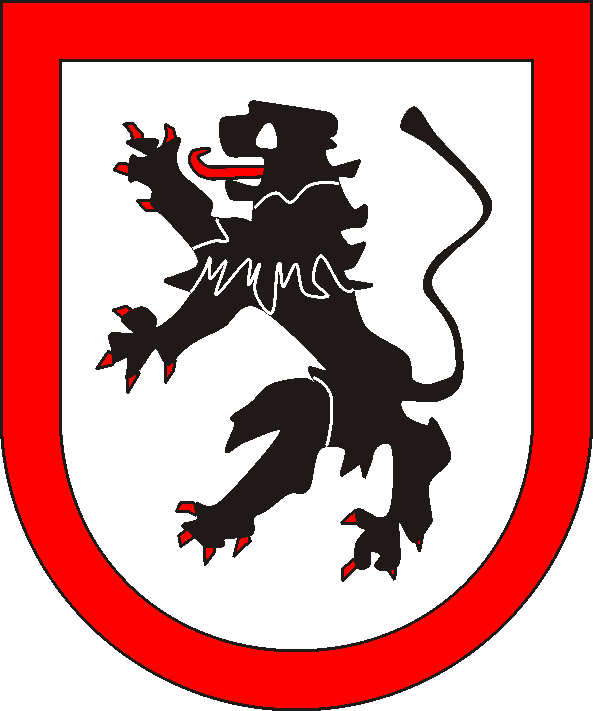
Graafschap Lichtenberg

Lichtenberg was een tot de Boven-Rijnse Kreits behorend graafschap binnen het Heilige Roomse Rijk.
Lichtenberg was de grootste wereldlijke staat in de Neder-Elzas. Het oorspronkelijke bezit van de heren van Lichtenberg lag rond de stadjes Ingweiler en Buchsweiler. Deze stadjes waren in handen van de heren gekomen via hun voogdijschap over het klooster Neuweiler. Later komen daar lenen bij van het Rijk, het hertogdom Lotharingen, het bisdom Metz en het bisdom Straatsburg.
In 1332 worden een deel van het gebied van het landgraafschap Neder-Elzas gekocht van de landgraven van Werd (Brumath en Hattgau). Hierdoor verdubbelt het gebied van de heerlijkheid. In de vijftiende eeuw wordt de heerlijkheid Oberbronn verworven, zodat omstreeks 1450 het graafschap uit elf ambten bestaat:
- Buchsweiler (Frans: Bouxwiller)
- Ingweiler (Frans: Ingwiller)
- Pfaffenhofen (Frans:Pfaffenhoffen)
- Brumath
- Wörth (Frans: Wœrth)
- Offendorf
- Hatten
- Oberbronn
- Wolfisheim
- Westhofen (Frans: Westhoffen)
- Lichtenau (op de rechter Rijnoever)

In 1458 worden de heren tot rijksgraaf verheven. Op 12 januari 1481 sterft het geslacht met graaf Jakob uit. Erfgenamen zijn de twee dochters van zijn broer Lodewijk VIII, die het graafschap delen:
- Anna, gehuwd met graaf Philips van Hanau krijgt de ambten Buchsweiler, Pfaffenhofen, Hatten, Wolfisheim, Westhofen en Lichtenau.
- Elizabeth, gehuwd met graaf Simon Wecker van Zweibrücken-Bitsch krijgt de ambten Ingweiler, Brumath, Wörth, Offendorf en  Oberbronn.

Het graafschap van het geslacht Zweibrücken koopt in 1485 de heerlijkheid Ochsenstein en verkoopt in 1541 Oberbronn aan het graafschap Leiningen-Westerburg. Margaretha, de dochter van de laatste graaf van Zweibrücken-Bitsch, is gehuwd met Philips V van Hanau-Lichtenberg. Hierdoor worden de beide delen van het graafschap in 1570 weer herenigd als het geslacht Zweibrücken-Bitsch uitsterft.
Het graafschap wordt uitgebreid met het ambt Willstätt, dat al eigendom is van het geslacht Hanau. In 1606 wordt dan nog het ambt Lemberg (met Pirmasens) verkregen van het hertogdom Lotharingen in ruil voor afstand van de aanspraken op Bitsch.
Na het uitsterven van de graven van Hanau-Münzenberg in 1642 wordt Lichtenberg verenigd met Hanau.
In 1697 erkent het Rijk de inlijving van het grootste deel van het graafschap bij koninkrijk Frankrijk. De graven blijven wel in het bezit van de landgoederen en een aantal rechten, maar het overheidsgezag komt aan Frankrijk. De ambten Lemberg, Lichtenau en Willstätt blijven deel uitmaken van het Heilige Roomse Rijk.
Op 28 maart 1736 sterft het geslacht Hanau-Lichtenberg uit. Op grond van erfverdragen wordt het graafschap verenigd met het landgraafschap Hessen-Darmstadt. 
De Franse Revolutie van 1789 maakt een eind aan de speciale status van het graafschap Lichtenberg en het ambt Lemberg gaat verloren door de Franse annexatie van de linker Rijnoever in 1797/1801. In de Reichsdeputationshauptschluss van 25 februari 1803 staat Hessen-Darmstadt het laatste restje van het graafschap, de ambten Lichtenau en Willstätt aan het keurvorstendom Baden.
Het Congres van Wenen van 1815 laat de ontstane situatie grotendeels onveranderd, alleen het ambt Lemberg wordt bij het koninkrijk Beieren gevoegd.